# Гулевичский
Гулевичский (бел. Гулевіцкі) — посёлок в Бучатинском сельсовете Копыльского района Минской области Белоруссии. По состоянию на 1 января 2018 г. в посёлке было 7 хозяйств, проживало 11 человек.

## Транспортная сеть
Расположен на расстоянии 25 км на юго-восток от Копыля, 145 км от Минска, 16 км от жд ст. Ванилевичи на линии Осиповичи-Барановичи, на шоссе Слуцк-Синявка.

## История
В нач. XX в. поместье в Быстрицкой волости Слуцкого уезда, 2 жителя. В 1917 г. в Киевицкой волости того же уезда, 78 жителей. После национализации в 1920-е гг. сформировался посёлок; в 1924 г. 20 хозяйств, 92 жителя. С 20 августа 1924 г. в Жилиховском сельсовете Краснослободского района Слуцкого округа. В нач. 1930-х гг. пос. Гулевичский, создан колхоз «Ильич». С 20 февраля 1938 г. в Минской области. Во время Великой Отечественной войны с 27 июня 1941 г. по 1 июля 1944 г. деревня оккупирована немецко-фашистскими захватчиками. На фронте погибли 6 уроженцев. С 20 сентября 1944 в Бобруйской, с 8 января 1954 г. в Минской областях. С 8 августа 1959 г. в Копыльском районе. В 1960 г. 113 жителей. С 5 мая 1962 г. в Бучатинском сельсовете. В 1997 г. 15 хозяйств, в колхозе «Большевик». В 2007 г. 11 хозяйств, в составе ЗАО «Жилихово».